# U-7 (tàu ngầm Đức) (1935)
U-7 là một tàu ngầm duyên hải  Lớp Type II thuộc phân lớp Type IIB được Hải quân Đức Quốc Xã chế tạo trước Chiến tranh Thế giới thứ hai. Những tàu ngầm Type II vốn quá nhỏ để có thể tiến hành các chiến dịch cách xa căn cứ nhà, nên U-7 chỉ đảm nhiệm vai trò huấn luyện từ căn cứ Kiel, cho dù cũng đã thực hiện sáu chuyến tuần tra, đánh chìm hai tàu buôn có tổng tải trọng 4.524 tấn, và hỗ trợ các chiến dịch chiếm đóng Ba Lan và Na Uy. U-7 bị đắm do tai nạn trong khi lặn tại biển Baltic vào ngày 18 tháng 2, 1944.

## Thiết kế và chế tạo
Phân lớp Type IIB là một phiên bản mở rộng của Type IIA trước đó. Chúng có trọng lượng choán nước 279 t (275 tấn Anh) khi nổi và 328 t (323 tấn Anh) khi lặn); tuy nhiên tải trọng tiêu chuẩn được công bố chỉ có 250 tấn Anh (254 t). Chúng có chiều dài chung 42,70 m (140 ft 1 in), lớp vỏ trong chịu áp lực dài 28,20 m (92 ft 6 in), mạn tàu rộng 4,08 m (13 ft 5 in), chiều cao 8,60 m (28 ft 3 in) và mớn nước 3,90 m (12 ft 10 in).
Chúng trang bị hai động cơ diesel MWM RS 127 S 6-xy lanh 4 thì công suất 700 mã lực mét (510 kW; 690 shp) để đi đường trường và hai động cơ/máy phát điện Siemens-Schuckert PG VV 322/36 tổng công suất 460 mã lực mét (340 kW; 450 shp) để lặn, hai trục chân vịt và hai chân vịt đường kính 0,85 m (3 ft). Các con tàu có thể lặn đến độ sâu 80–150 m (260–490 ft). Chúng đạt được tốc độ tối đa 12 kn (22 km/h) trên mặt nước và 6,9 kn (12,8 km/h) khi lặn,  với tầm hoạt động tối đa 3.800 nmi (7.000 km) khi đi tốc độ đường trường 8 kn (15 km/h), và 35–42 nmi (65–78 km) ở tốc độ 4 kn (7,4 km/h) khi lặn.
Vũ khí trang bị bao gồm ba ống phóng ngư lôi 53,3 cm (21 in) trước mũi, mang theo tổng cộng năm quả ngư lôi hoặc cho đến 12 quả thủy lôi TMA. Một pháo phòng không 2 cm (0,79 in) cũng được trang bị trên boong tàu. Thủy thủ đoàn bao gồm 25 sĩ quan và thủy thủ.
U-7 được đặt hàng vào ngày 20 tháng 7, 1934, rõ ràng là một vi phạm Hiệp ước Versailles do điều khoản cấm Đức sở hữu tàu ngầm. Nó được đặt lườn tại xưởng tàu của hãng Germaniawerft tại Kiel vào ngày 11 tháng 3, 1935, hạ thủy vào ngày 29 tháng 6, 1935, chỉ vài tuần sau khi Thỏa thuận Hải quân Anh-Đức được ký kết. Nó nhập biên chế cùng Hải quân Đức Quốc Xã vào ngày 18 tháng 7, 1935 dưới quyền chỉ huy của Hạm trưởng, Đại úy Hải quân Kurt Freiwald.

## Lịch sử hoạt động
U-7 đặt căn cứ tại Kiel trong Thế Chiến II, và chủ yếu hoạt động trong vai trò tàu huấn luyện, ngoại trừ hai đợt được phái đi thực hiện sáu chuyến tuần tra, cũng như hỗ trợ cho chiến dịch xâm chiếm Ba Lan năm 1939 và Chiến dịch Weserübung nhằm xâm chiếm Đan Mạch và Na Uy vào năm 1940.
Trong biển Baltic vào ngày 18 tháng 2, 1944, U-7 gặp trục trặc kỹ thuật đang khi lặn và bị đắm về phía Tây Pillau (nay là Baltiysk thuộc tỉnh Kaliningrad, Liên bang Nga), tại tọa độ 54°52′0″B 19°29′8″Đ / 54,86667°B 19,48556°Đ. Toàn bộ 29 thành viên thủy thủ đoàn trên tàu đều thiệt mạng.

### Tóm tắt chiến công
U-7 đã đánh chìm hai tàu buôn với tổng tải trọng 4.524 gross register tons (GRT):
| Ngày             | Tên tàu  | Quốc tịch      | Tải trọng | Số phận          |
| ---------------- | -------- | -------------- | --------- | ---------------- |
| 22 tháng 9, 1939 | Akenside | United Kingdom | 2.694     | Bị đánh chìm     |
| 29 tháng 9, 1939 | Takstaas | Norway         | 1.830     | Tổn thất toàn bộ |